# Stânca Șerbești
Stânca Șerbești este  un monument al naturii cu statut de rezervație naturală geologică și peisagistică de categorie III IUCN, situată pe teritoriul administrativ al comunei Ștefan cel Mare din județul Neamț.

## Posibilități de acces și caractere generale
Accesul este posibil rutier prin intermediul DN15D pe sensul Piatra Neamț-->Roman, apoi la stînga spre sfârșitul satului Girov pe DJ208G și ulterior pe sensul Girov - Hanul Ancuței până în satul Ștefan cel Mare. Aici un indicator rutier pe dreapta drumului ghidează spre locație.
Cu o altitudine de 512 m, dealul Măgura Șerbești domină Depresiunea Cracăului pe care o limitează pe plan local, spre est.
A fost declarată arie protejată din 1972 având o suprafață de 5 ha.

## Elemente specifice de interes
Reprezintă un punct fosilier ce conține resturi de bivalve (scoici fosile) și gasteropode (melci marini fosili) din speciile: Mactra vitaliana, Cardium fittoni, Donax dentiger, Hydrobia fraenfeldi, Modiola sp., precum și impresiuni de frunze, Quercus elaena și Quercus lonquitis, două specii de stejar.
Caracterele turistice sunt reprezentate de posibilitățile de cățărare, lansări cu parapanta, drumeții. Stanca închipuie din depărtare chipul unui om culcat, aspectul său deosebit fiind atât efect al eroziunii diferențiale cât și al pozitiei stratelor de roci.

## Elemente de geomorfologie
Este localizată la contactul dintre Podișul Moldovei și Subcarpați, fiind constituită din bancuri de gresii dure redresate pana aproape de verticală la aproximativ 70 grade(un aspect neobișnuit pentru depozite tipice de platformă tectonică în care caz depozitele sedimentare sunt aproape orizontale), precum și din marne și conglomerate de varstă sarmațiană formate în urmă cu aproximativ 10 milioane de ani. 
Rocile aparțin sedimentarului Platformei Moldovenești, puternic cutată în ultimele faze ale orogenezei alpine. Înclinarea mare se datoreză mișcărilor tectonice și demonstreză subducția plăcii Moldovenești sub placa Europeană. Interpretarea structurală și tectonică a pânzei pericarpatice, leagă Stânca Șerbești de Dealul lui Stan, situat între comunele Făurei si Mărgineni.

## Obiective turistice de vecinătate
- În Comuna Ștefan cel Mare[8][9]

- Biserica Sf. Gheorghe din Șerbești ctitorită de Vasile Lupu în 1657:* Conacul Cantacuzinilor
- Hanul Șerbești
- Biserica Cîrligi ctitorită de Ștefan cel Mare
- Stânca Ștefan cel Mare (Uriașul)
- Biserica de lemn Sf. Nicolae din satul Bordea (1769)

- În Comuna Bodești

- Biserica de lemn Sfântul Ioan Bogoslov din satul Corni (1783)
- Mănăstirea Brădițel situată pe Dealul Brădițel
- Mănăstirea Dumbrăvele

- În Comuna Războieni

- Mănăstirea Războieni

- În Comuna Țibucani

- Schitul Țibucani
- Biserica din Davideni (1774) , ctitorita de Iordache Cantacuzino

- În Comuna Bârgăoani

- Iazurile (pescuit sportiv)

- În Comuna Văleni:

- Parcul dendrologic Văleni
- Biserica de piatră din Văleni (1519)

## Galerie de imagini

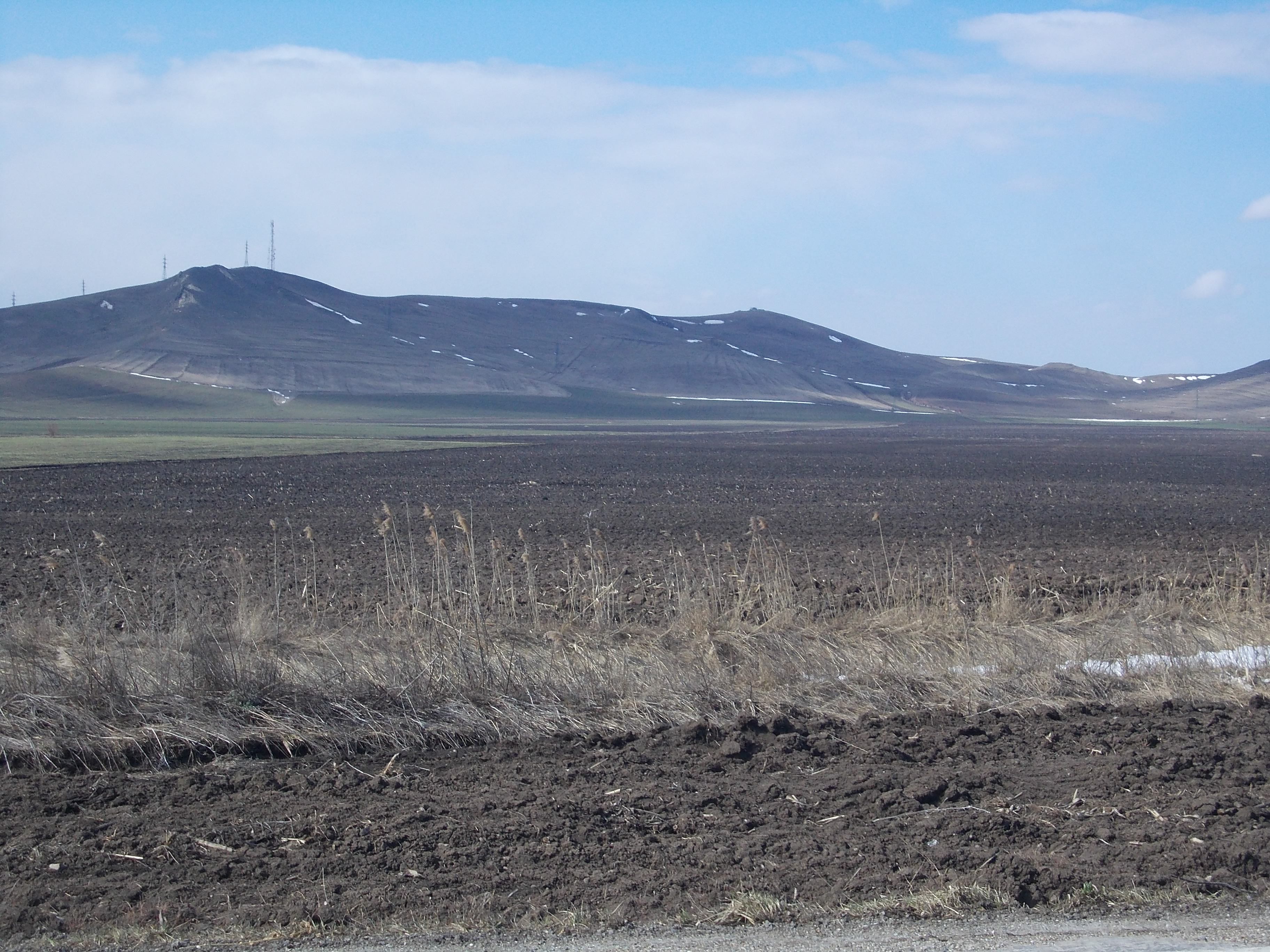
Dinspre DN15D
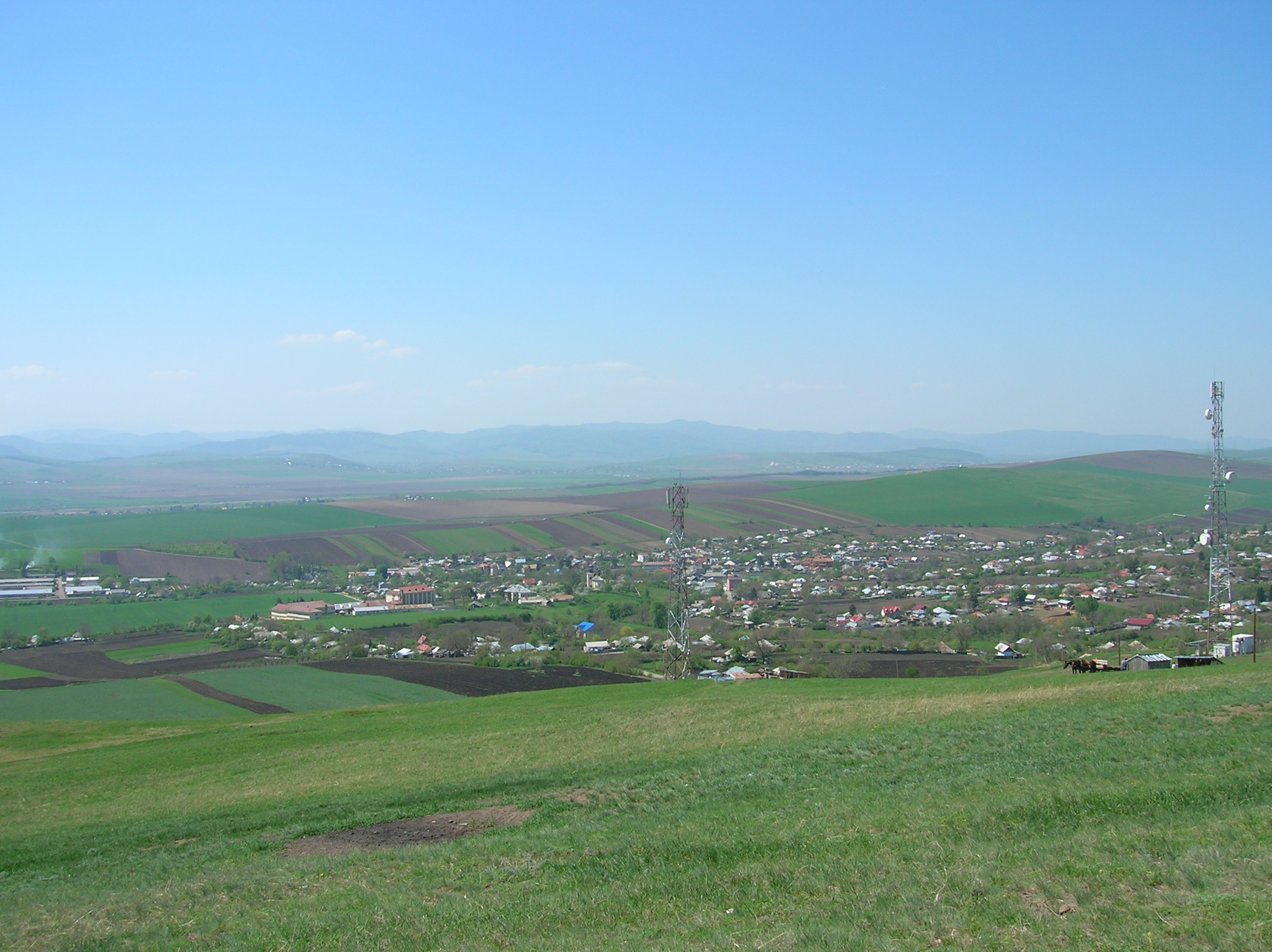
De pe vârf, cu obiectivul spre satul Ştefan cel Mare
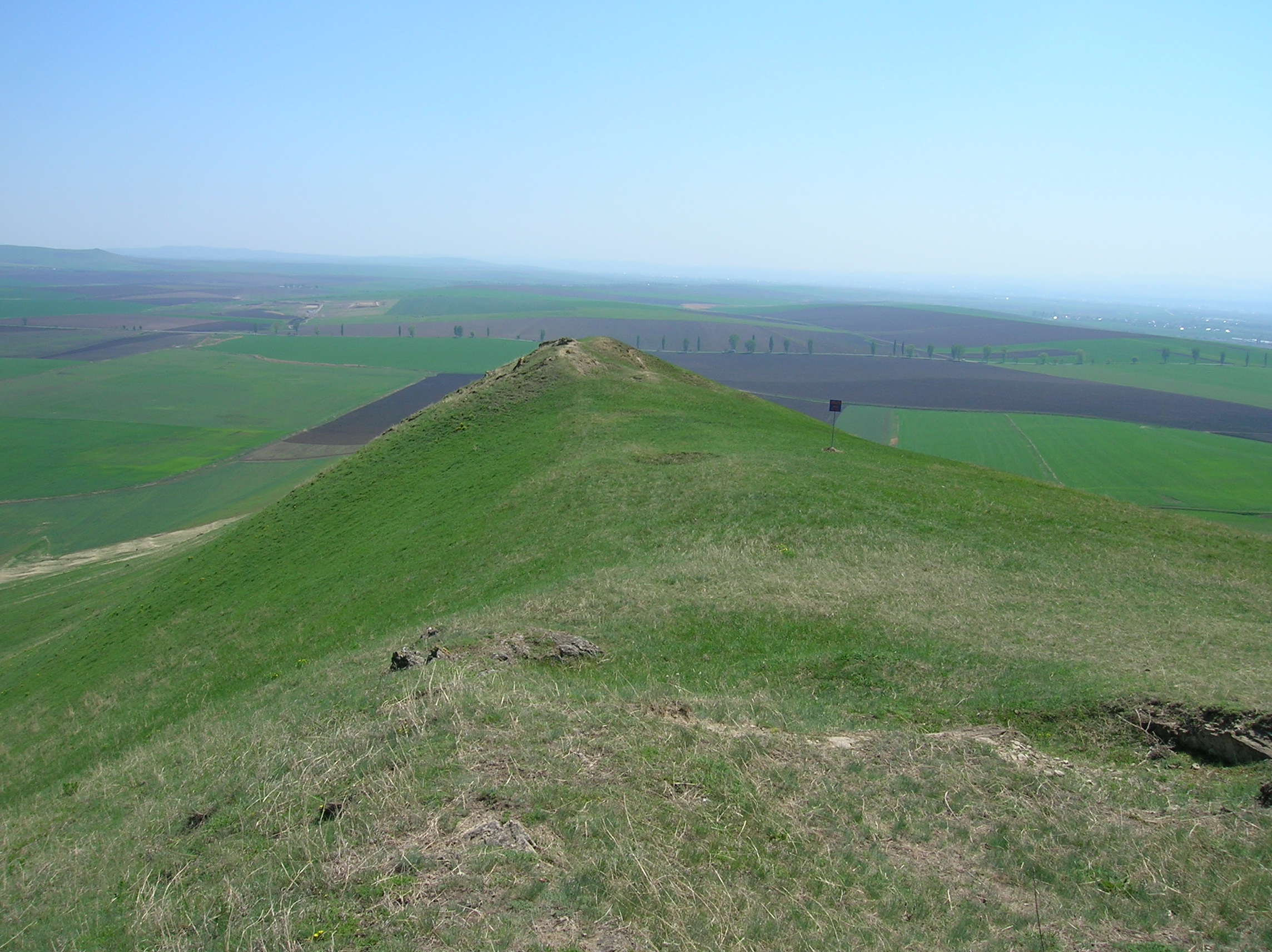
De pe vârf, cu obiectivul spre şoseaua Piatra Neamţ-Roman
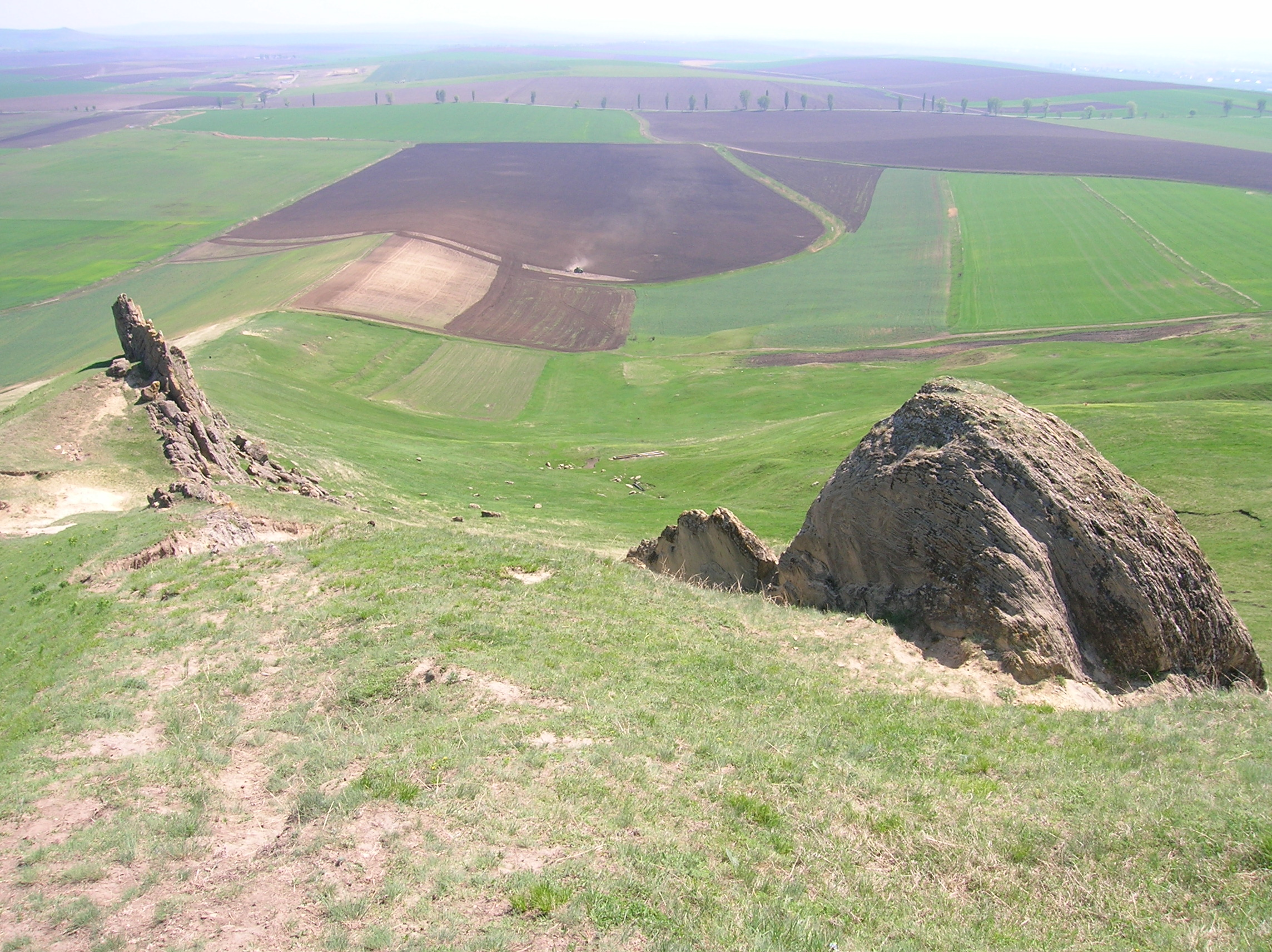
În coborâre, cu obiectivul spre şoseaua Piatra Neamţ-Roman
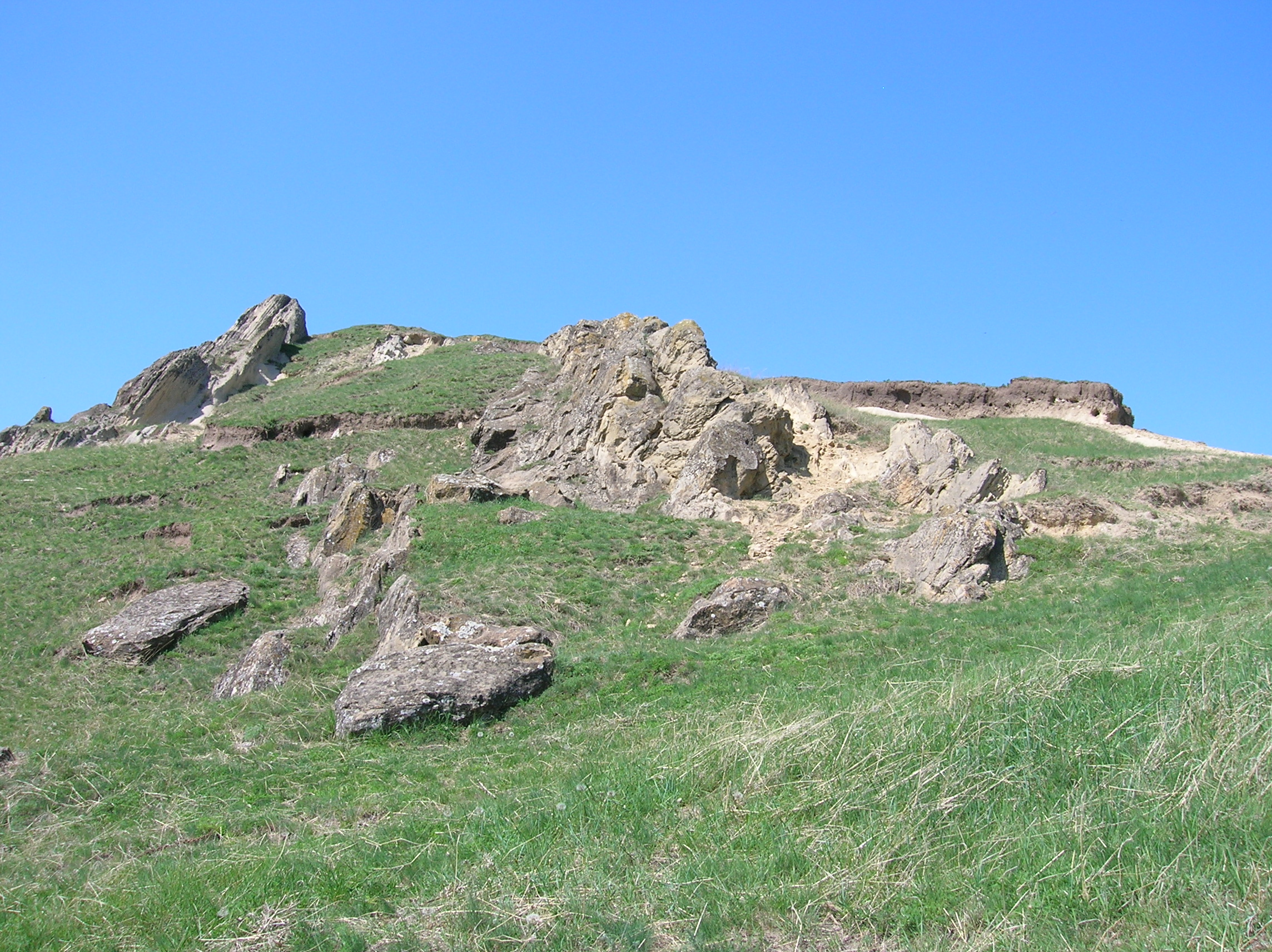
În urcare, cu obiectivul spre vârf
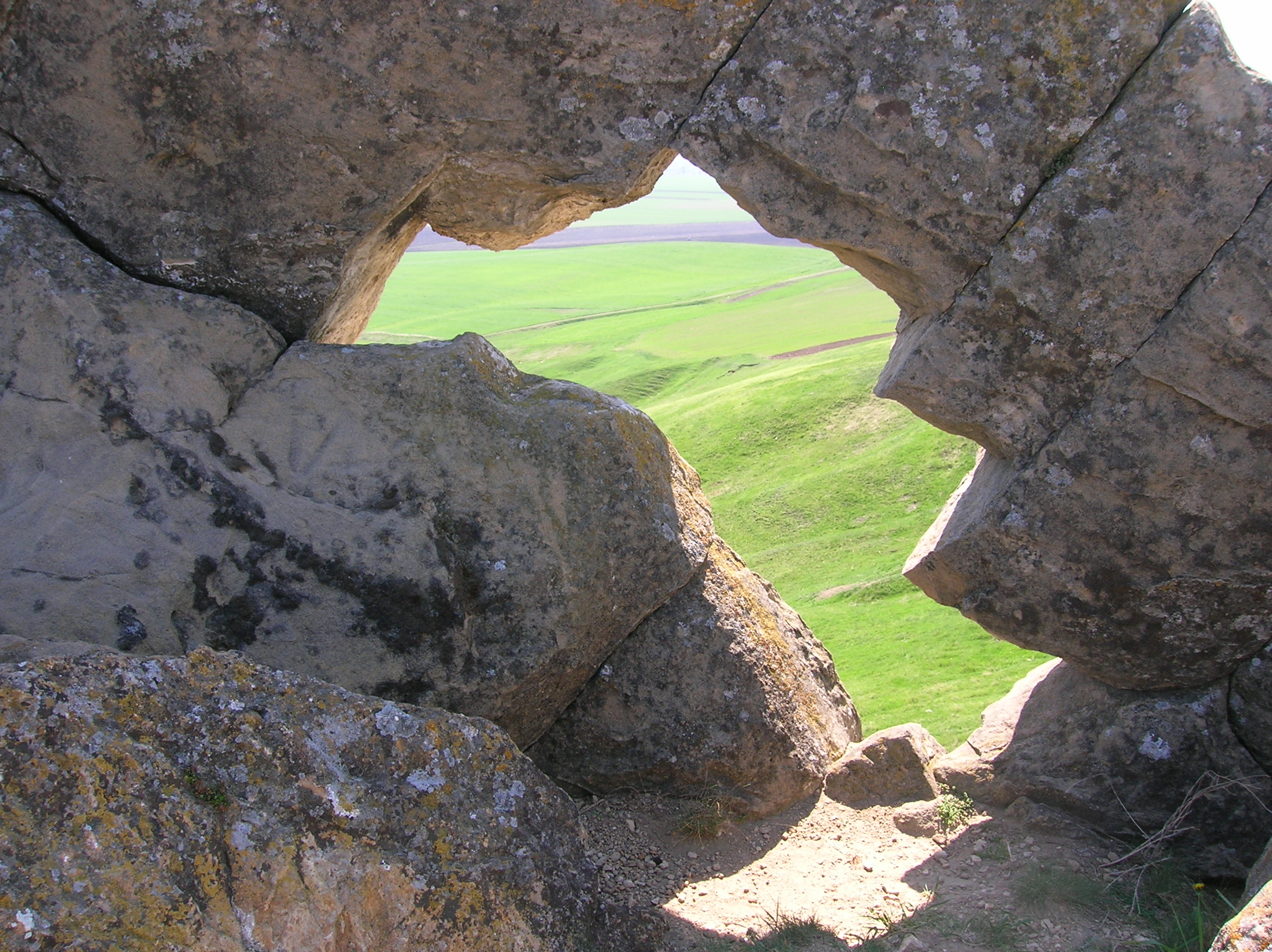
"Fereastră" în "nasul" uriaşului
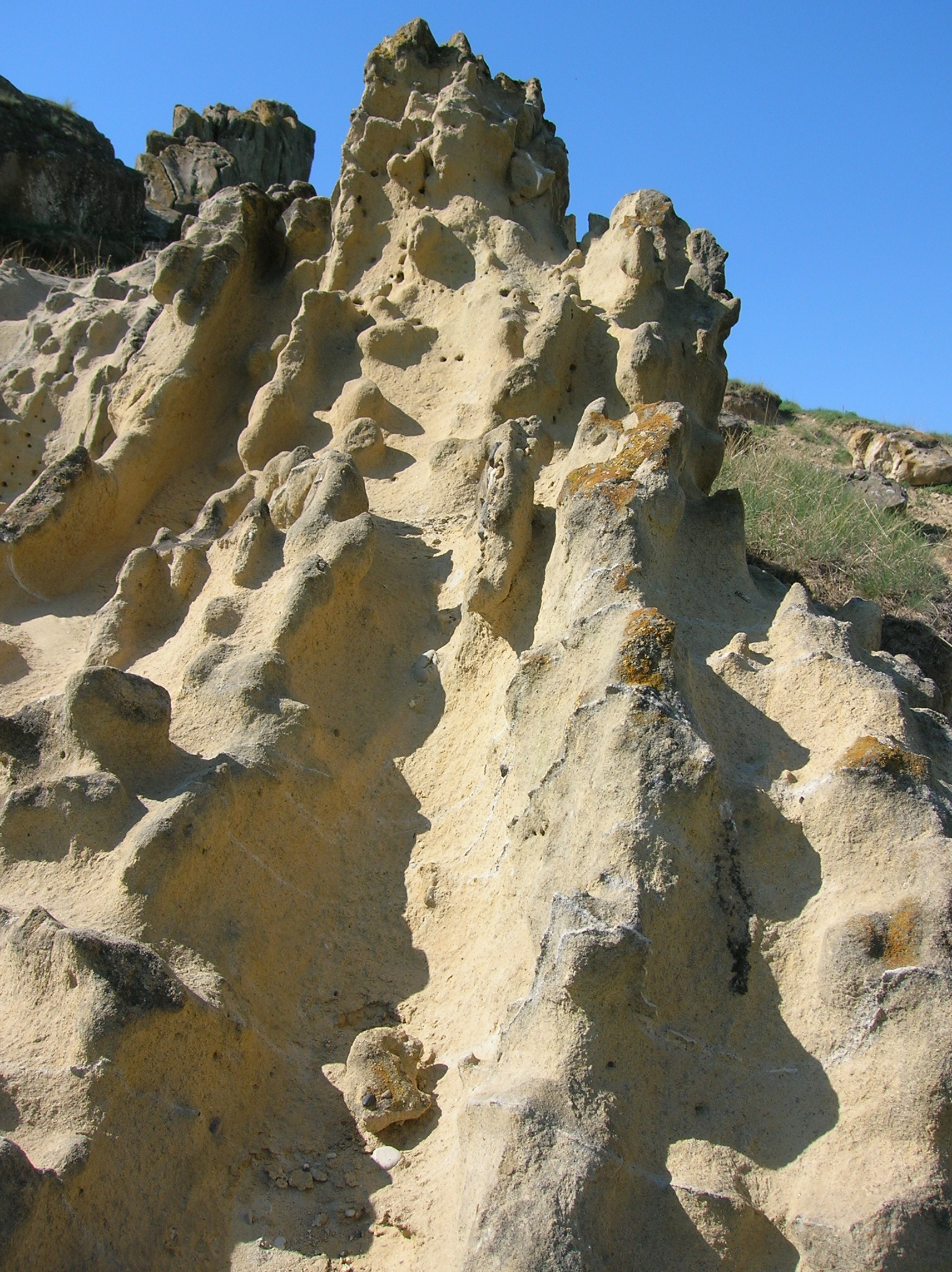
Forme erozionale
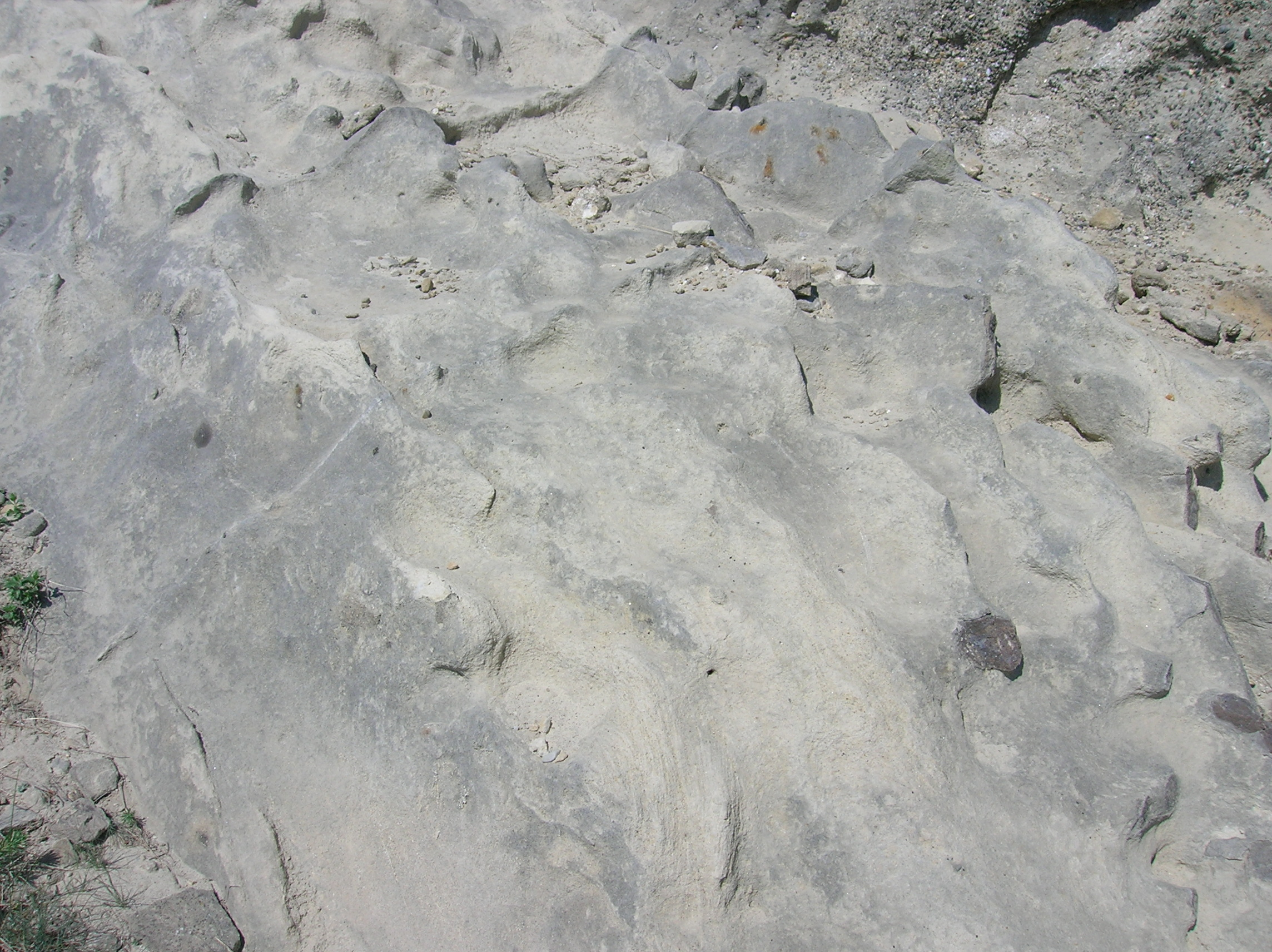
Forme erozionale
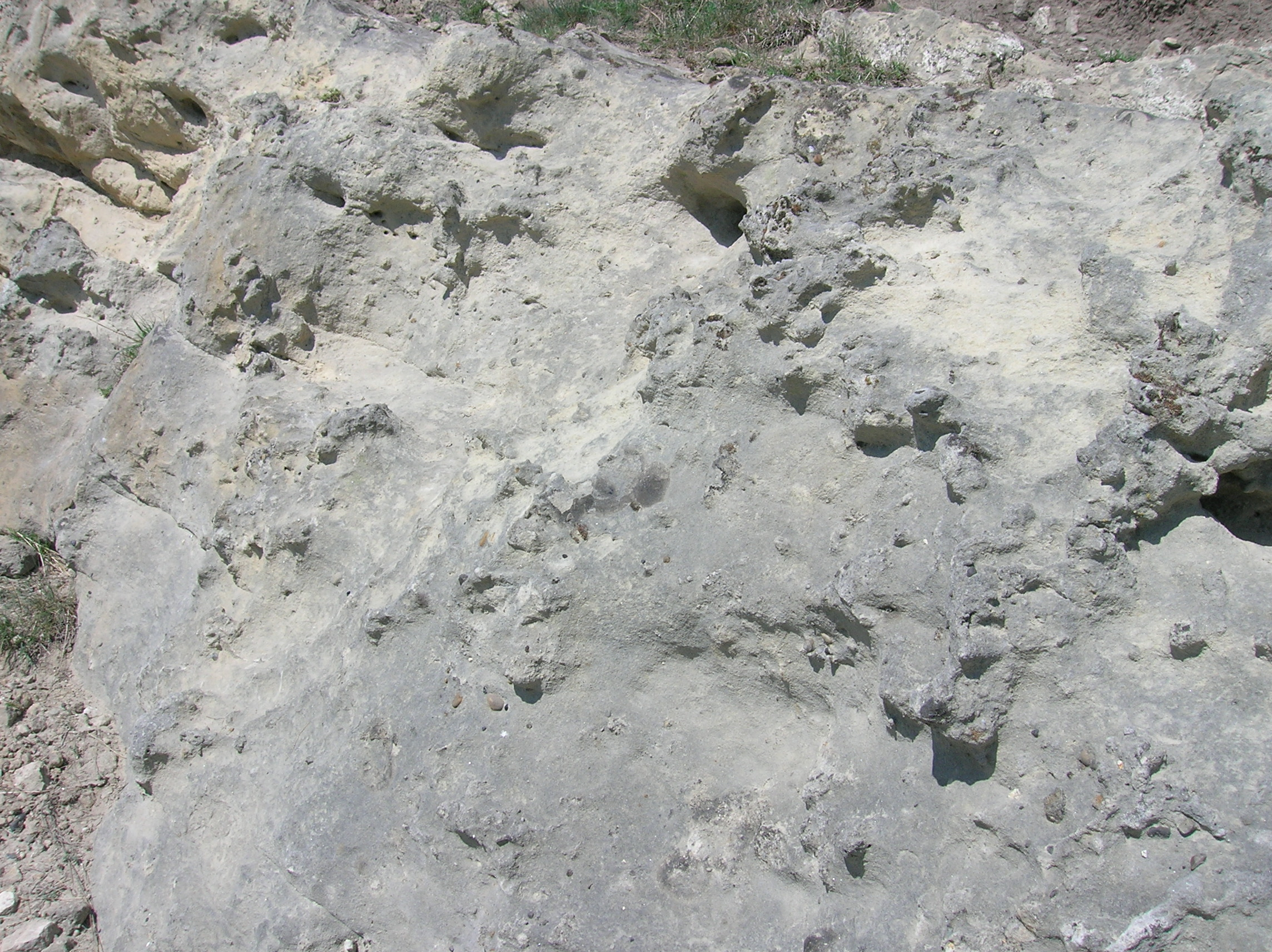
Forme erozionale
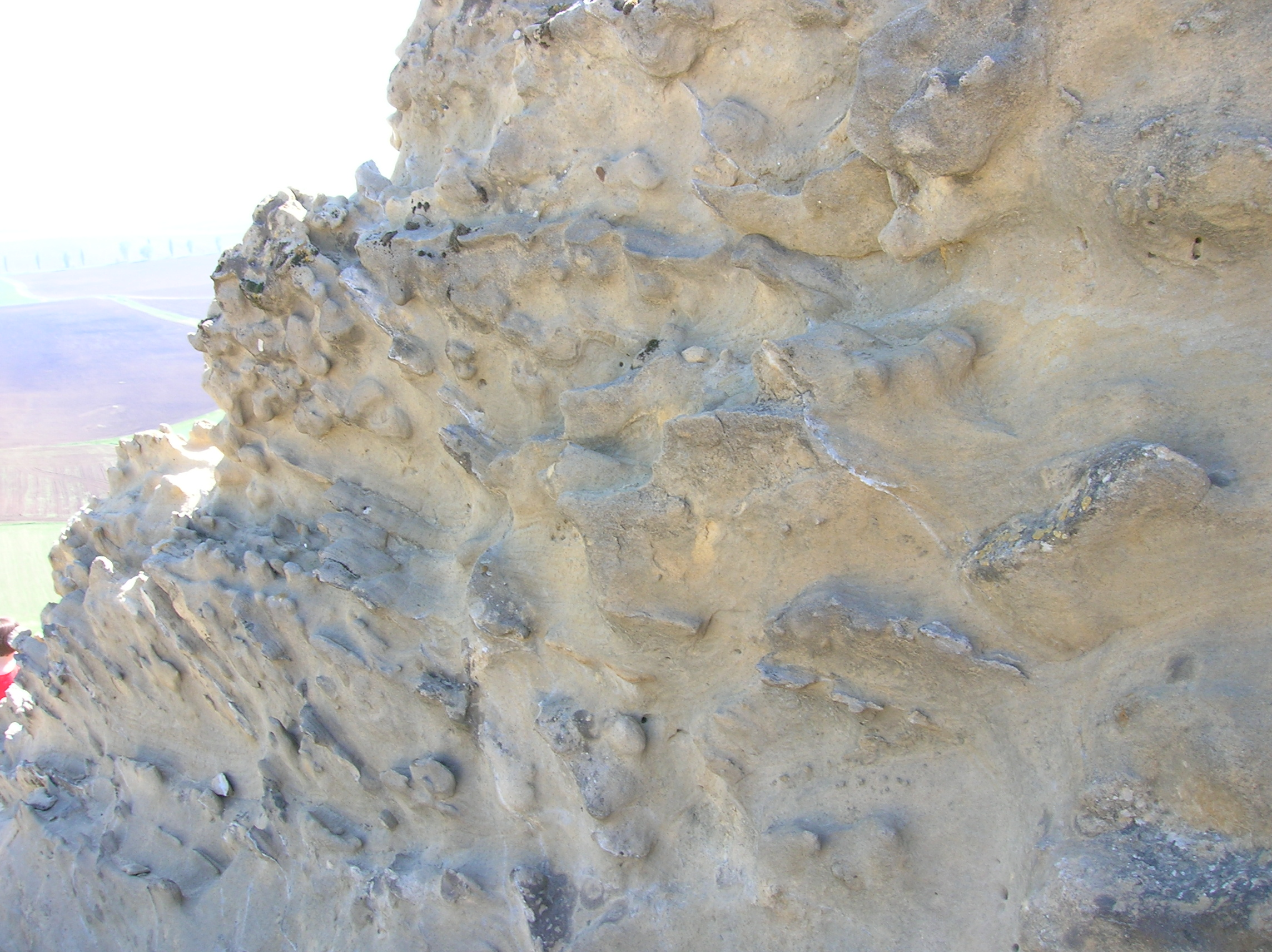
Forme erozionale